# Исторически музей (Белоградчик)
Историческият музей в Белоградчик е регионално културно учреждение.

## История
Музеят се помещава в сградата на „Пановата къща“, образец на предбалканската възрожденска архитектура. Сградата е построена през 1810 г., на два етажа, с два чардака, с изграден от камък първи етаж и еркерно издаден втори етаж.

## Експозиция
Експозицията представя социално–икономическото развитие на Белоградчик и района в периода XVIII-XIX век: земеделие, отглеждане на лозя и памук, както и основния поминък на региона – животновъдството. За този период са характерни и занаятите: железарство, абаджийство, кондурджийство, грънчарство, терзийство, мутафчийство.
В отделна експозиционна зала специално внимание е отделено на златарския занаят, добре застъпен в Белоградчик и региона през тези две столетия. Изложени са сребърни и позлатени култови предмети като кръстове, обкови на икони и евангелия, женски накити от втората половина на 18 век (невестински венци, обеци, гривни-кубелии, пафти, прочелници).
Музеят притежава иконна колекция с образци на Тревненската и Дебърската художествени школи. Изложени са и фрагменти от резбования таван на джамията „Хаджи Хюсеин“. Експозицията включва и богата колекция от подробни документи и артефакти от борбите за национално освобождение през първата половина на 19 век: бунта на шест белоградчишки села през 1806 г., Манчовата буна от 1836 г. и Пуйовата размирица от 1849 г. (вж Въстания в Северозападна България (1833-1841)), както и делото на Хайдут Велко, Стоян Войвода, Вълчан Войвода и Балчо войвода, Петко Ковача. Със солиден документален масив и графики се изясняват важни моменти от историята на града, включително и намерилото европейски отзвук Въстание от 1850 г. в Северозападна България с център Белоградчик.
В двора на музея е оформен лапидариум с експонати, датирани към римско време.

## Туризъм
Музеят е под номер 15 в стоте национални туристически обекта на Българския туристически съюз, печата е на касата. Историческия музей се намира на централната част на Белоградчик на адрес улица „Капитан Кръстьо“ № 1.

## Галерия
- Експонат от лапидариума
- Орден „За военна заслуга“
- Пафти
- Фибула с емайл